# SC Kriens
Sport Club Kriens este un club de fotbal elvețian din orașul Kriens, fondat în 1944. În prezent, joacă în Challenge League, a doua ligă ca importanță si ca forță în ierarhia fotbalului elvețian.

## Legături externe
- Profilul clubului
- Challenge League - SC Kriens - jucători - program meciuri Arhivat în 17 octombrie 2020, la Wayback Machine.
- Stadionul Kleinfeld
- Suporterii clubului Arhivat în 25 octombrie 2020, la Wayback Machine.
- Asociația elvețiană de fotbal